# Stigmaphyllon strigosum
Stigmaphyllon strigosum är en tvåhjärtbladig växtart som beskrevs av Eduard Friedrich Poeppig och Adrien Henri Laurent de Jussieu. Stigmaphyllon strigosum ingår i släktet Stigmaphyllon och familjen Malpighiaceae. Inga underarter finns listade i Catalogue of Life.